# Красная книга Алтайского края
Красная книга Алтайского края — официальный документ, содержащий аннотированный список редких и находящихся под угрозой исчезновения животных, растений и грибов Алтайского края, сведения о их состоянии и распространении, а также необходимых мерах охраны. Учреждена в 1996 году Постановлением Главы Администрации Алтайского края. Выдержало два издания: первое в 1998 году и второе в 2006 году.

## Издание
Второе издание осуществлено в двух томах (растения и животные; 2006). Первое издание Красной книги Алтайского края было однотомным (1998).

### Том первый. Растения
Первое издание вышло в Новосибирске в 1998 году. Во второе издание (2006 год; Барнаул) первого тома Красной книги Алтайского края внесены 212 видов растений, нуждающихся в первоочередной охране, в том числе 2 вида плаунов, 4 — мхов, 23 — лишайников, 9 — грибов, 18 — папоротников и 156 — цветковых. ПО каждому виду приводятся описания, карты ареалов, данные по численности популяций, биологии, экологии и географии видов, черно-белые рисунки, принятые и рекомендованные меры охраны.

### Том второй. Животные
Первое издание (1998) включало 17 видов зверей, 82 — птиц, 3 — рептилий, 2 — амфибий, 4 — рыб и 26 видов насекомых. Во второе издание (2006 год; Барнаул) первого тома Красной книги Алтайского края внесены 20 видов млекопитающих, 84 — птиц, 3 — рептилий, 2 — амфибий, 5 — рыб (добавили стерлядь), 30 видов насекомых (9 видов исключили, но добавили 13), по одному виду других беспозвоночных (медицинская пиявка и паук эрезус цинаберинус).

## Списки видов

### Растения и грибы
На 2016 год в Красную книгу внесены 202 вида растений и грибов (в скобках указана категория редкости).
- Huperzia appressa — Баранец прижатый (3б)
- Lycopodium lagopus — Плаун куропаточий (3б)

- Asplenium trichomanes — Костенец волосовидный (3б)
- Botrychium virginianum — Гроздовник виргинский (2в)
- Botrychium lunaria — Гроздовник полулунный (3б)
- Botrychium multifidum — Гроздовник многораздельный (2в)
- Dryopteris cristata — Щитовник гребенчатый (2в)
- Cryptogramma stelleri — Криптограмма Стеллера (3б)
- Cystopteris altajensis — Пузырник алтайский (2а)
- Cystopteris montana — Пузырник горный (3б)
- Cystopteris sudetica — Пузырник судетский (3б)
- Polystichum aculeatum — Многорядник шиповатый (3б)
- Polystichum lonchitis — Многорядник копьевидный (2в)
- Marsilea strigosa — Марсилия щетинистая (3б)
- Ophioglossum vulgatum — Ужовник обыкновенный (3б)
- Polypodium sibiricum — Многоножка сибирская (3б)
- Woodsia heterophylla — Вудсия разнолистная (3б)

- Caldesia parnassifolia — Кальдезия белозоролистная (1)
- Allium altaicum — Лук алтайский (3б)
- Allium amphibolum — Лук сомнительный (3б)
- Allium eduardii — Лук Эдуарда (2б)
- Allium flavescens — Лук желтеющий (2а)
- Allium vodopjanovae — Лук Водопьяновой (3б)
- Allium tulipifolium — Лук тюльпанолистный (2б)
- Allium pallasii — Лук Палласа (3a)
- Allium pumilum — Лук карликовый (3в)
- Bupleurum scorzonerifolium — Володушка козелецелистная (3б)
- Osmorhiza aristata — Осмориза остистая (2б)
- Sanicula europaea — Подлесник европейский (3б)
- Sanicula uralensis — Подлесник уральский (3б)
- Vicatia atrosanguinea — Викатия тёмно-красная (3б)
- Calla palustris — Белокрыльник болотный (3б)
- Asarum europaeum — Копытень европейский (3б)
- Eremurus altaicus — Эремурус алтайский (2б)
- Ixiolirion tataricum — Иксиолирион татарский (2б)
- Achillea schmakovii — Тысячелистник Шмакова (3б)
- Artemisia compacta — Полынь плотная (3б)
- Artemisia sublessingiana — Полынь лессинговидная (3б)
- Dendranthema sinuatum — Дендрантема выемчатолистная (2а)
- Dendranthema zawadskii — Дендрантема Завадского (3б)
- Leusea serratuloides — Левзея серпуховидная (3б)
- Ligularia robusta — Бузульник мощный (2а)
- Pyrethrum alatavicum — Пиретрум алатавский (2б)
- Saussurea baicalensis — Соссюрея байкальская (3а)
- Saussurea robusta — Соссюрея мощная (2в)
- Saussurea cana — Соссюрея седая (1)
- Saussurea elata — Соссюрея высокая (2а)
- Gymnospermium altaicum — Голосемянник алтайский (3а)
- Brunnera sibirica — Бруннера сибирская (3а)
- Mertensia davurica — Мертензия даурская (3б)
- Mertensia bracteata — Мертензия короткошпорцевая (2а)
- Rindera tetraspis — Риндера четырёхщитковая (3б)
- Arabis fruticulosa — Резуха кустарничковая (2б)
- Cardamine trifida — Сердечник трёхнадрезанный (3б)
- Dentaria sibirica — Зубянка сибирская (3a)
- Galitzkya spathulata — Галицкия лопатчатая (2б)
- Sterigmostemum caspicum — Стеригмостемум каспийский (2в)
- Campanula latifolia — Колокольчик широколистный (3б)
- Campanula trachelium — Колокольчик крапиволистный (3б)
- Silene altaica — Смолёвка алтайская (2в)
- Silene incurvifolia — Смолёвка изогнутолистная (2б)
- Petrorhagia alpina — Петрорагия альпийская (2б)
- Anabasis salsa — Ежовник солончаковый (3б)
- Atriplex cana — Лебеда полукустарниковая (3б)
- Climacoptera crassa — Климакоптера толстянковая (3б)
- Suaeda physophora — Сведа вздутоплодная (3б)
- Pseudosedum lievenii — Ложноочиток Ливена (3б)
- Rhodiola algida — Родиола холодная (3а)
- Scabiosa austro-altaica — Скабиоза южноалтайская (3а)
- Drosera anglica — Росянка английская (3б)
- Drosera rotundifolia — Росянка круглолистная (3б)
- Chamaedaphne calyculata — Хамедафне болотная (3б)
- Rhododendron ledebourii — Рододендрон Ледебура (3а)
- Astragalus ammodytes — Астрагал песочный (2б)
- Astragalus arbuscula — Астрагал деревцовый (2б)
- Astragalus compressus — Астрагал простёртостебельный (2б)
- Astragalus falcatus — Астрагал серпоплодный (2в)
- Astragalus hypogaeus — Астрагал подземный (3а)
- Astragalus physocarpus — Астрагал пузырчатоплодный (2в)
- Astragalus puberulus — Астрагал пушистый (3а)
- Astragalus roseus — Астрагал розовый (2а)
- Oxytropis inaria — Остролодочник линейнолистный (2а)
- Oxytropis setosa — Остролодочник щетинистоволосистый (2а)
- Oxytropis tschujae — Остролодочник чуйский (2а)
- Sphaerophysa salsula — Сферофиза солонцовая (3б)
- Corydalis schanginii — Хохлатка Шангина (2б)
- Gentiana fischeri — Горечавка Фишера (3а)
- Iris glaucescens — Ирис сизоватый (3б)
- Iris loczyi — Ирис Лоча (1)
- Iris ludwigii — Ирис Людвига (2а)
- Iris sibirica — Ирис сибирский (2в)
- Iris tigridia — Ирис тигровый (3а)
- Dracocephalum discolor — Змееголовник разноцветный (3б)
- Scutellaria altaica — Шлемник алтайский (3а)
- Erythronium sibiricum — Кандык сибирский (3в)
- Gagea shmakoviana — Гусинолук Шмакова (2а)
- Fritillaria meleagris — Рябчик шахматный (2б)
- Fritillaria meleagroides — Рябчик малый (3б)
- Fritillaria verticillata — Рябчик мутовчатый (2а)
- Hemerocallis lilio-asphodelus — Красоднев жёлтый (3б)
- Tulipa altaica — Тюльпан алтайский (2б)
- Tulipa heteropetala — Тюльпан разнолепестный (2а)
- Tulipa patens — Тюльпан поникающий (3б)
- Tulipa uniflora — Тюльпан одноцветковый (2б)
- Goniolimon elatum — Гониолимон высокий (2в)
- Limonium suffruticosum — Кермек полукустарниковый (3б)
- Alcea froloviana — Алцея Фролова (2а)
- Alcea nudiflora — Алцея голоцветковая (3б)
- Caulinia flexilis — Каулиния гибкая (3б)
- Caulinia minor — Каулиния малая (2в)
- Nymphaea candida — Кувшинка чисто-белая (3б)
- Nymphaea tetragona — Кувшинка четырёхугольная (2в)
- Cypripedium calceolus — Башмачок известняковый (3б)
- Cypripedium guttatum — Башмачок капельный (3б)
- Cypripedium macranthos — Башмачок крупноцветковый (3б)
- Cypripedium ventricosum — Башмачок вздутый (3б)
- Corallorhiza trifida — Ладьян трёхнадрезанный (3б)
- Epipogium aphyllum — Надбородник безлистный (4)
- Liparis loeselii — Липарис Лезеля (2б)
- Neottianthe cucullata — Гнездоцветка клобучковая (3в)
- Neottia nidus-avis — Гнездовка настоящая (2в)
- Orchis militaris — Ятрышник шлемоносный (3б)
- Spiranthes amoena — Скрученник приятный (2в)
- Paeonia hybrida — Пион гибридный (3а)
- Stipa dasyphylla — Ковыль опушённолистный (2б)
- Stipa korshinskyi — Ковыль Коржинского (2в)
- Stipa lessingiana — Ковыль Лессинга (2в)
- Stipa orientalis — Ковыль восточный (2в)
- Stipa pennata — Ковыль перистый (3в)
- Stipa pulcherrima — Ковыль красивейший (2в)
- Stipa zalesskii — Ковыль Залесского (3б)
- Atraphaxis frutescens — Курчавка кустарниковая (2в)
- Rheum altaicum — Ревень алтайский (2б)
- Aconitum decipiens — Аконит обманчивый (2а)
- Aconitum krylovii — Аконит Крылова (3а)
- Adonis wolgensis — Адонис волжский (2в)
- Callianthemum sajanense — Красивоцвет саянский (2б)
- Paraquilegia anemonoides — Лжеводосбор ветреницевидный (2б)
- Pulsatilla campanella — Прострел колокольчатый (2б)
- Chamaerhodos altaica — Хамеродос алтайский (2б)
- Potentilla rupestris — Лапчатка скальная (3б)
- Potentilla patula — Лапчатка оттопыренно-пушистая (2б)
- Rubus arcticus — Княженика (3б)
- Sibiraea altaiensis — Сибирка алтайская (3а)
- Saxifraga terektensis — Камнеломка теректинская (3б)
- Cymbaria daurica — Цимбария даурская (2б)
- Digitalis grandiflora — Наперстянка крупноцветковая (2в)
- Pedicularis interrupta — Мытник прерывистый (1)
- Pedicularis sceptrum-carolinum — Мытник Карлов скипетр (2в)
- Tamarix laxa — Гребенщик рыхлый (3б)
- Daphne mezereum — Волчеягодник обыкновенный (3б)
- Stelleropsis altaica — Стеллеропсис алтайский (3а)
- Tilia sibirica — Липа сибирская (2а)
- Trapa natans — Водяной орех плавающий (2в)
- Viola fischeri — Фиалка Фишера (2а)
- Viola incisa — Фиалка надрезанная (1)
- Viola tigirekica — Фиалка тигирекская (2а)
- Zygophyllum pinnatum — Парнолистник перистый (1)

- Conardia compacta — Конардия компактная (3б)
- Sciurohypnum altaicum — Сциурогипнум алтайский (3б)
- Jaffueliobryum latifolium — Жафуэлиобриум широколистный (3б)
- Acaulon triquetrum — Акаулон трёхрядный (3б)
- Hamatocaulis vernicosus — Гаматокаулис глянцевитый (3б)
- Meesia triquetra — Меезия трёхрядная (3б)
- Paludella squarrosa — Палюделла оттопыренная (3б)
- Pseudocalliergon lycopodioides — Псевдокаллиергон плауновидный (3б)
- Sphagnum magellanicum — Сфагнум магелланский (2в)
- Sphagnum teres — Сфагнум гладкий (2в)

- Circinaria fruticulosa — Цирцинария кустистая (3б)
- Circinaria hispida — Цирцинария щетинистая (3а)
- Graphis scripta — Графис письменный (3б)
- Cladonia foliacea — Кладония листоватая (3б)
- Collema subflaccidum — Коллема увядающая (3б)
- Leptogium asiaticum — Лептогиум азиатский (3б)
- Leptogium burnetiae — Лептогиум Бурнета (3в)
- Lobaria pulmonaria — Лобария лёгочная (3б)
- Lobaria scrobiculata — Лобария ямчатая (3б)
- Nephroma bellum — Нефрома красивая (3б)
- Nephroma resupinatum — Нефрома перевёрнутая (3б)
- Myelochroa aurulenta — Миэлохроа золотистая (2в)
- Punctelia subrudecta — Пунктелия грубоватая (3б)
- Usnea longissima — Уснея длиннейшая (3б)
- Xanthoparmelia desertorum — Ксантопармелия пустынная (3а)
- Ramalina roesleri — Рамалина Рослера (3б)
- Ramalina sinensis — Рамалина китайская (3б)
- Ramalina vogulica — Рамалина вогульская (3а)
- Sticta limbata — Стикта окаймлённая (2в)
- Seirophora lacunosa — Сейрофора выямчатая (3б)
- Heterodermia speciosa — Гетеродермия красивая (3б)
- Phaeophyscia chloantha — Феофисция зеленоватая (2в)
- Pyxine sorediata — Пиксине соредиозная (2в)

- Calvatia gigantea — Головач гигантский (3б)
- Battarea phalloides — Батарея веселковидная (3б)
- Sparassis crispa — Спарасис курчавый (3б)
- Ganoderma lucidum — Трутовик лакированный (3б)
- Chromosera cyanophylla — Хромозера синепластинковая (3б)
- Hydropus atramentosus — Гидропус чернильный (3б)
- Phallus costatus — Весёлка желторебристая (3б)
- Phallus impudicus — Весёлка обыкновенная (3б)
- Geastrum melanocephalum — Земляная звезда черноголовая (3б)
- Polyporus alveolaris — Полипорус ячеистый (3б)
- Polyporus umbellatus — Полипорус зонтичный (3б)

### Животные
На 2016 год в Красную книгу внесены 164 вида животных (в скобках указана категория редкости).
- Hirudo medicinalis — Пиявка медицинская (4)
- Eisenia malevici — Эйзения Малевича (1)
- Ancylus fluviatilis — Чашечка речная (3)
- Leptoiulus tigirek — Лептоюлюс тигирекский (3)
- Macromia amphigena fraenata — Длинка сибирская (3)
- Nehalennia speciosa — Нехаления красивая (3)
- Saga pedo — Дыбка степная (2)
- Ascalaphus macaronius — Аскалаф пестрый (3)
- Carabus gebleri — Жужелица Геблера (1)
- Cephalota elegans — Скакун элегантный (2)
- Cephalota atrata — Скакун чёрный (2)
- Aphodius bimaculatus — Афодий двупятнистый (3)
- Omias verruca — Омиас бородавчатый (1)
- Eusomostrophus acuminatus — Слоник острокрылый (2)
- Tragosoma depsarium — Дровосек косматогрудый (3)
- Aromia moschata moschata — Усач мускусный (3)
- Chrysolina (Pleurosticha) mordkovitshi — Листоед Мордковича (3)
- Chrysolina (Crositops) pedestris — Листоед пеший (3)
- Chrysolina (Sibiriella) dudkoi dudkoi — Листоед Дудко  (3)
- Platycerus caraboides — Рогачик жужелицевидный (3)
- Sinodendron cylindricum — Рогачик однорогий (3)
- Emus hirtus — Эмус волосатый (3)
- Philonthus cyanipennis — Филонт синекрылый (3)
- Pachylister inaequalis — Пахилистер неравный (3)
- Cicadetta montana — Цикада горная (3)
- Xylocopa valga — Пчела-плотник (2)
- Bombus armeniacus — Шмель армянский (5)
- Bombus paradoxus — Шмель необыкновенный (5)
- Bombus fragrans — Шмель степной (3)
- Triodia nubifer — Тонкопряд туманный (3)
- Paracossulus thrips — Древоточец трипс (3)
- Iphiclides podalirius — Подалирий (3)
- Parnassius ariadne — Аполлон ариадна, или клариус (3)
- Parnassius apollo — Аполлон обыкновенный (2)
- Zegris eupheme — Зорька Эуфема (3)
- Colias heos — Желтушка Аврора (3)
- Limenitis sydyi — Ленточник Сиды (3)
- Neolycaena rhymnus — Голубянка Римн (4)
- Neolycaena falkovitshi — Голубянка Фальковича (3)
- Ahlbergia frivaldszkyi — Хвостатка Фривальдского (3)
- Plebejus lucipher — Голубянка Люцифер (3)
- Eversmannia exornata — Эверсманния исключительная (3)
- Sibirarctia kindermanni — Медведица Киндермана (3)
- Chelis dahurica — Медведица даурская (3)
- Acronicta major — Стрельчатка большая (2)
- Eresus kollari — Эрезус Коллара (3)

- Lethenteron kessleri — Минога сибирская (3)
- Acipenser baerii — Сибирский осетр (2)
- Acipenser ruthenus — Стерлядь (3)
- Brachymystax lenok — Ленок (0)
- Hucho taimen — Таймень (2)
- Stenodus leucichthys — Нельма, или белорыбица (1)

- Salamandrella keyserlingii — Сибирский углозуб (4)

- Phrynocephalus helioscopus — Такырная круглоголовка (3)
- Eremias arguta — Разноцветная ящурка (3)
- Vipera ursini — Степная гадюка (1)

- Gavia arctica — Чернозобая гагара (1)
- Podiceps auritus — Красношейная поганка (3)
- Podiceps grisegena — Серощекая поганка (3)
- Pelecanus crispus — Кудрявый пеликан (2)
- Pelecanus onocrotalus — Розовый пеликан (1)
- Casmerodius albus — Большая белая цапля (3)
- Ixobrychus minutus — Малая выпь (3)
- Plegadis falcinellus — Каравайка (3)
- Ciconia nigra — Чёрный аист (3)
- Phoenicopterus roseus — Обыкновенный фламинго (3)
- Rufibrenta ruficollis — Краснозобая казарка (3)
- Anser erythropus — Пискулька (2)
- Cygnus bewickii — Малый лебедь (3)
- Tadorna ferruginea — Огарь (3)
- Netta rufina — Красноносый нырок (3)
- Aythya nyroca — Белоглазая чернеть (2)
- Melanitta fusca — Обыкновенный турпан (2)
- Oxyura leucocephala — Савка (1)
- Mergus albellus — Луток (3)
- Pandion haliaetus — Скопа (1)
- Pernis ptilorhynchus — Хохлатый осоед (3)
- Circus macrourus — Степной лунь (2)
- Accipiter gularis — Малый перепелятник (3)
- Buteo rufinus — Курганник (3)
- Circaetus gallicus — Змееяд (1)
- Hieraaetus pennatus — Орел-карлик (3)
- Aquila nipalensis — Степной орел (1)
- Aquila clanga — Большой подорлик (3)
- Aquila heliaca — Могильник (2)
- Aquila chrysaetos — Беркут (2)
- Haliaeetus leucoryphus — Орлан-долгохвост (1)
- Haliaeetus albicilla — Орлан-белохвост (3)
- Aegypius monachus — Чёрный гриф (3)
- Gyps fulvus — Белоголовый сип (3)
- Gyps himalayensis — Гималайский гриф (3)
- Falco rusticolus — Кречет (2)
- Falco cherrug — Балобан (1)
- Falco peregrinus — Сапсан (1)
- Falco columbarius — Дербник (1)
- Falco vespertinus — Кобчик (2)
- Falco naumanni — Степная пустельга (1)
- Lagopus lagopus — Белая куропатка (2)
- Lagopus mutus — Тундряная куропатка (3)
- Grus leucogeranus — Стерх (1)
- Grus monacha — Чёрный журавль (3)
- Anthropoides virgo — Красавка (3)
- Porzana parva — Малый погоныш (3)
- Otis tarda — Дрофа (1)
- Tetrax tetrax — Стрепет (1)
- Burhinus oedicnemus — Авдотка (3)
- Charadrius alexandrinus — Морской зуек (3)
- Chettusia gregaria — Кречетка (1)
- Himantopus himantopus — Ходулочник (3)
- Recurvirostra avosetta — Шилоклювка (3)
- Haematopus ostralegus — Кулик-сорока (3)
- Tringa glareola — Фифи (1)
- Xenus cinereus — Мородунка (3)
- Gallinago solitaria — Горный дупель (3)
- Gallinago media — Дупель (3)
- Numenius arquata — Большой кроншнеп (3)
- Numenius tenuirostris — Тонкоклювый кроншнеп (1)
- Limnodromus semipalmatus — Азиатский бекасовидный веретенник (3)
- Glareola nordmanni — Степная тиркушка (1)
- Larus ichthyaetus — Черноголовый хохотун (3)
- Hydroprogne caspia — Чеграва (3)
- Sterna albifrons — Малая крачка (2)
- Columba palumbus — Вяхирь (3)
- Bubo bubo — Филин (2)
- Glaucidium passerinum — Воробьиный сыч (4)
- Strix nebulosa — Бородатая неясыть (3)
- Hirundapus caudacutus — Иглохвостый стриж (3)
- Merops apiaster — Золотистая щурка (3)
- Melanocorypha leucoptera — Белокрылый жаворонок (3)
- Lanius minor — Чернолобый сорокопут (3)
- Lanius excubitor — Серый сорокопут (3)
- Prunella himalayana — Гималайская завирушка (3)
- Locustella fasciolata — Таёжный сверчок (4)
- Acrocephalus paludicola — Вертлявая камышевка (4)
- Monticola saxatilis — Пестрый каменный дрозд (3)
- Luscinia cyane — Синий соловей (3)
- Luscinia sibilans — Соловей-свистун (3)
- Zoothera varia — Пестрый дрозд (3)
- Leucosticte arctoa — Сибирский вьюрок (3)
- Ocyris aureolus — Дубровник (2)
- Emberiza bruniceps — Желчная овсянка (3)

- Hemiechinus auritus — Ушастый ёж (3)
- Sorex daphaenodon — Крупнозубая бурозубка (3)
- Crocidura sibirica — Сибирская белозубка (4)
- Myotis blythi — Остроухая ночница (1)
- Myotis dasycneme — Прудовая ночница (3)
- Myotis petax — Восточная ночница (5)
- Myotis sibiricus — Сибирская ночница (3)
- Myotis ikonnikovi — Ночница Иконникова (3)
- Myotis frater — Длиннохвостая ночница (3)
- Plecotus ognevi — Ушан Огнева (3)
- Nyctalus noctula — Рыжая вечерница (3)
- Eptesicus nilssoni — Северный кожанок (3)
- Vespertilio murinus — Двухцветный кожан (5)
- Murina leucogaster — Большой трубконос, или сибирский трубконос (3)
- Ochotona pusilla — Степная пищуха (3)
- Pteromys volans — Обыкновенная летяга, или белка-летяга (3)
- Spermophilus erythrogenys — Краснощекий суслик (2)
- Marmota baibacina — Серый сурок (3)
- Allactaga major — Большой тушканчик, или земляной заяц (2)
- Dipus sagitta — Мохноногий тушканчик (4)
- Lutra lutra — Выдра (2)
- Vormela peregusna — Перевязка (1)
- Moschus moschiferus — Кабарга (2)